# André Wormser

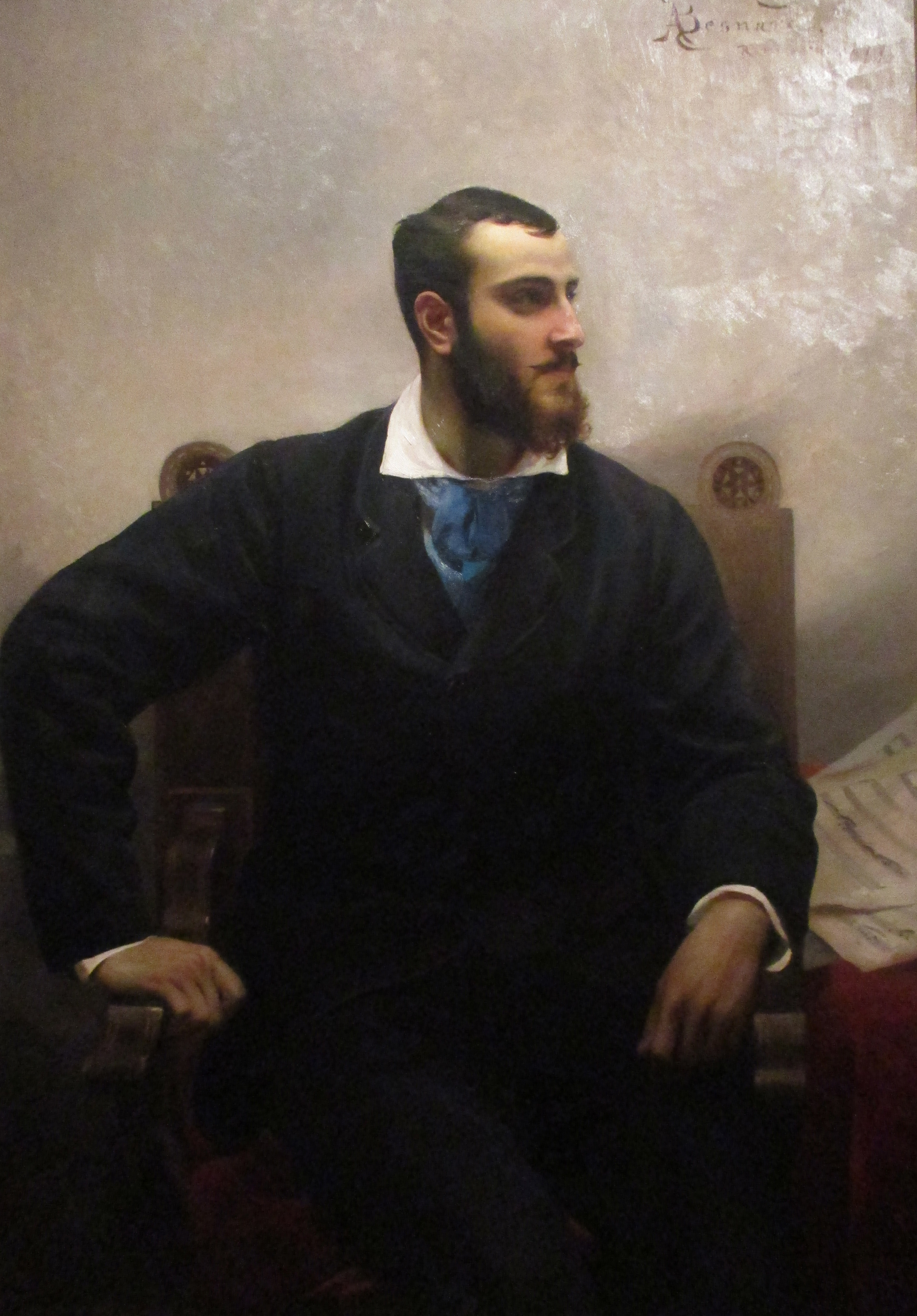
Albert Besnard, Portrait d'André Wormser (1877), Paris, musée Carnavalet.

André Wormser (né le 1er novembre 1851 à Paris, où il est mort le 4 novembre 1926) est un compositeur français.

## Biographie
André Alphonse Toussaint Wormser naît le 1er novembre 1851 à Paris (ancien 3e arrondissement),. Il est le fils d'Abraham Wormser et de son épouse, née Julie Hayem.
Il étudie au Conservatoire de Paris, où il est élève de Marmontel et de François Bazin,,.
En 1870, il obtient un premier prix d'harmonie au Conservatoire, puis un premier prix de piano en 1872, avant d'être lauréat du premier grand prix de Rome en 1875 pour sa cantate Clytemnestre,. Il devient ainsi pensionnaire à la villa Médicis en même temps que le peintre Albert Besnard, qui fait son portrait en 1877.
André Wormser est nommé chevalier de la Légion d'honneur en 1900. Charles Malherbe est l'un de ses élèves.
Comme compositeur, son plus grand succès est la pantomime (un « opéra sans paroles ») L'Enfant prodigue, créée à Paris le 14 juin 1890. Il est également l'auteur de plusieurs autres œuvres scéniques, de musique symphonique, de chœurs d'hommes, de mélodies et de diverses pièces pour piano.
Il a aussi été critique musical à L'Indépendant.
André Wormser meurt à Paris dans le 17e arrondissement le 4 novembre 1926,.

## Œuvres
- Clytemnestre, cantate (1875)[2],[8].
- Les Lupercales, poème symphonique (1882)[2].
- Diane et Endymion, poème symphonique (1883)[2].
- Adèle de Ponthieu, opéra-comique (1887)[8].
- L'Enfant prodigue (1890), pantomime créée par les mimes du Cercle funambulesque, adaptée au cinéma dès 1907 et donnée à Broadway en 1916 sous le titre Pierrot the Prodigal[2],[8].
- Le Rêve du tambour, pantomime (1895)[2].
- L'Idéal, pantomime (1896)[2].
- Rivoli, opéra-comique (1896)[8].
- L'Étoile, ballet-pantomime en deux actes (1897)[2].
- Suite tzigane pour violon et orchestre[8].
- Ballade pour hautbois et piano (pour le concours du Conservatoire, 1909[9]).